# United States of Tara
United States of Tara (bra: O Mundo de Tara; prt: As Taras de Tara) é uma série de comédia dramática criada por Diablo Cody e estrelando Toni Collette. A série retrata a vida de Tara, uma dona de casa com transtorno dissociativo de identidade. Ela estreou em 18 de janeiro de 2009. O piloto, escrito por Diablo Cody e dirigido por Craig Gillespie, está disponível para visualização no site oficial da Showtime.
A série foi baseada em uma ideia de Steven Spielberg, que é o produtor executivo, sob seu selo DreamWorks Television. Outros produtores executivos incluem os escritores Darryl Frank, Justin Falvey, o diretor Craig Zisk e os showrunners Cody e Joey Soloway. A ex-produtora executiva Alexa Junge deixou o cargo de showrunner após a primeira temporada.
Em 23 de maio de 2011, a Showtime anunciou que a série não seria renovada para uma quarta temporada. O final da série foi ao ar em 20 de junho de 2011.
A série estreou em Portugal em setembro de 2009, no canal Fox Life. No Brasil, foi transmitida pela Fox Brasil em outubro de 2009, com um ótimo índice de audiência.

## Resumo
Tara é uma esposa e mãe com transtorno dissociativo identidade (DID). Depois de decidir fazer uma pausa a parar de tomar sua medicação para descobrir a real causa da sua doença, suas outras personalidades voltam: A selvagem adolescente T; A dona de casa Alice; E o veterano do Vietnã Buck. Tara é apoiada por seu calmo e sangue-frio marido Max, a pouco perturbada filha adolescente Kate e o peculiar e bondoso filho Marshall. Sua irmã, Charmaine, não é tão favorável, muitas vezes expressando suas dúvidas sobre de Tara. A série é filmada em Overland Park, Kansas.

## Temporadas

### 1ª Temporada
A primeira temporada da série estreou dia 18 de janeiro de 2009. Tara Gregson, uma pintora de murais, e que vive com seu marido Max, e seus dois filhos adolescentes Marshall e Kate nos conta como é viver sem ter total controle de sua vida, tendo transtorno dissociativo de identidade (DID). Já no primeiro episódio conhecemos T e Buck, duas de suas personalidades, e no segundo episódio somos apresentados à Alice. Toda a família tenta conviver com o transtorno de Tara tentando fazer com que isso não interfira em suas vidas, e no que sentem por Tara. Marshall, filho mais novo de Tara e Max é um garoto tímido e com dúvidas sobre sua sexualidade, se vê apaixonado por Jason, um colega de escola, com quem tem um breve envolvimento até T estragar tudo. Kate filha primogênita do casal é uma menina liberal e rebelde. Depois de uma briga com Alice, começa a trabalhar em um restaurante, e tem um relacionamento casual com Gene Stuart, seu gerente, o que não acaba bem. Durante a primeira temporada Tara e Max tentam descobrir um pouco do passado de Tara, e o que a levou a sofrer de DID.

### 2ª Temporada
Após ficar em uma clínica e se reabilitar. Tara fica durante 6 meses sem se transformar, e acha que está curada, porém Buck reaparece e tem um caso com Pammy, uma garçonete. Tara fica receosa de contar à Max que não está curada, e esconde o segredo. Pammy se apaixona por Buck, e após Tara lhe contar a verdade, Pammy se declara na frente de toda a família Gregson, deixando Max magoado. Kate arruma um trabalho em uma agência de cobranças, e resolve ir atrás de Lynda P. Frazier, uma cliente que deve mais de 30 mil dólares, porém Lynda é criadora de uma personagem chamada Princesa Valhalla Hawkwind, e Kate encantada pela personagem, se torna amiga de Lynda, e posa vestida da personagem, incentivando Lynda a relançar sua linha de produtos sobre a princesa. Marshall interage com os garotos gays da escola, e conhece Courtney, uma garota heterossexual que anda com os gays. Marshall e Courtney se envolvem e acabam perdendo a virgindade juntos, onde Marshall tem a certeza de que é realmente gay. No 4º episódio da temporada Tara desenvolve um novo alter, Shoshana, uma terapeuta nova-iorquina que se comunica com Tara e os outros alters. Além disso, conforme o tempo vai passando, Tara manifesta a presença de mais uma personalidade ainda animalesca, chamada de "Gimmy". No final da segunda temporada também há espaço para "Franguinho", que seria a personalidade infantil de Tara.

### 3ª temporada
A partir da terceira temporada, temos novos avanços no tratamento de Tara, enquanto ela vai para uma universidade estudar psicopatologias, desenvolvendo uma coexistência com os alters.

## Elenco
- Toni Collette como Tara Gregson, uma mãe de dois adolescentes que pinta murais. Ela ama sua família e, muitas vezes, se sente culpada pelas bizarras situações em que ela os coloca. Embora Tara tenha parado de tomar os remédios, para as personalidades não surgirem, Cody afirma que ela não está sendo irresponsável, mas sim "quer uma chance de tentar viver com a sua condição, ao invés de abafar tudo com drogas". Collette tem dito que está "animada" e "absolutamente apaixonada" pelo projeto. Tara sofreu abuso sexual na escola e no episódio 9 diz que "tudo é um buraco negro", o que claramente implica que ela não tem memória do trauma, o que em psicologia é chamado de inibição de memória.
- John Corbett como Max Gregson, marido de Tara. Ele é calmo e sangue-frio, quando se trata de Tara; O The New Yorker o chamou de "um membro dessa estranha raça de TV que exibe a infinita paciência de um.marido" Depois de ter sido casado com Tara por 17 anos, "já não é um choque para quando ele chega em casa e encontra Buck na cozinha bebendo uma cerveja". Max está atualmente à procura do homem que abusou de Tara no internato, e espera enfrenta-lo a respeito disto.
- Brie Larson como Kate Gregson, filha aparentemente revoltada de Tara. Ela trabalha em um restaurante familiar e tem uma relação casual com o gerente.
- Keir Gilchrist como Marshall Gregson, sensível e bondoso. Marshall é gay e tem uma paixão por um garoto de sua escola, embora Diablo Cody afirmar que a sexualidade é "apenas uma questão de fato" e "definitivamente não foi concebido como qualquer tipo de enredo". Embora seja solidário com a família, Buck é ligeiramente homofóbico e, muitas vezes, faz observações rebaixantes a respeito do adolescente. Cody pensou que seria realmente divertido ter essa dicotomia entre Tara, sendo "extremamente favorável", e Buck, embora "Ele realmente ame Marshall". Gilchrist foi elogiado por seu papel, e em um comentário, um crítico disse que ele "merece sua própria série", e outro dizendo que ele era "o verdadeiro breakout star... Com cenas expressivas, confiando, o cara irá quebrar definitivamente o seu coração em algumas cenas. "
- Rosemarie DeWitt como Charmaine, irmã de Tara . Ela repreende Tara por ser sempre o centro das atenções. Cody escreveu Charmaine como um antagonista, porque ela queria uma voz para quem costuma duvidar do transtorno que Tara sofre. Ela trabalhava para uma empresa de vitaminas, antes de um incidente envolvendo uma alter de Tara, o que a fez perder seu emprego. Seu primeiro marido a pressionou para fazer uma cirurgia de aumento de mamas, o que resultou em seios tortos. Ela fez cirurgia corretiva, e começou um vínculo com Buck.
- Nathan Corddry como Gene Stuart, patrão de Kate no restaurante, que tem aproximadamente vinte anos,recentemente iniciou um relacionamento casual com Kate. Ele está se tornando cada vez mais obcecado por ela.
- Patton Oswalt como Neil, colega de trabalho e amigo de Max, tem um relacionamento com Charmaine.
- Andrew Lawrence como Jason, o interesse de Marshall. Ele está confuso sobre sua sexualidade. E as dúvidas ainda aumentam sobre esse personagem depois de ter beijado Marshall. Marshall depois confessa ao pai ter feito "sexo" com ele quando estavam a sós.
- Valerie Mahaffey como a Dr. Ocean, terapeuta de Tara. No episódio 10, a Dr. Ocean sugere que Tara deve ver uma terapeuta especializada em DID.

## As Alters
Tara tem quatro personalidades, todas interpretadas por Toni Collette e na 2ª Temporada foram acrescentadas mais duas personalidades chamadas Shoshana e Franguinha.

### Alice
Alice é uma devotada dona de casa rotulada como antiquada. Ela alega ter frequentado Radcliffe em Harvard. No segundo episódio da primeira temporada, ela afirmou que acredita ser a própria Tara, a “verdadeira" personalidade e no oitavo episódio, confessa ser uma espécie de guardião de todos os alters. Alice é a apenas uma das personalidades que acredita em Deus, e que ela reza todas as noites para si mesma e para todos os outros "alters", exceto para Gimme. Alice acredita estar grávida, porque ela quer ter o seu próprio filho com Max.

### Buck
Buck é a única personalidade masculina. Ele é um alter perturbado, caracterizado por Collette como "o protetor tipo agressivo, um machão". Ele explica sua falta de um pênis, afirmando que seu membro explodiu na guerra do Vietnã. Buck tem uma arma denominada Persephone. Collete disse que é o seu favorito "só porque ele é mais desafiador", embora ela tenha que sempre ter cuidado para não torná-lo um estereótipo. Ele fuma e bebe muito. Tem como vestuário grandes óculos e um boné de caminhoneiro. Ao contrário dos outros alters, Buck é atraído por mulheres e é canhoto.

### Gimme
Gimme apareceu pela primeira vez no final do episódio seis da primeira temporada, embora seu nome tivesse aparecido riscado na parede do banheiro de Tara, antes de Alice limpá-lo, e é referido como uma figura animalesca, por Max no episódio sete. Inicialmente, esta alteração não tem personalidade humana, manifestando-se apenas durante a noite e agindo mesmo como um animal, urinando nas pessoas. No episódio oito, Alice revelou seu verdadeiro nome e avisou Max para ficar longe dele. No décimo episódio, enquanto Tara está em um spa com sua irmã, ela se transforma em Gimme por alguns momentos, atravessando as cortinas e armando confusão no lugar.

### "T"
T é o alter selvagem e tem 16 anos. É provocadora e só usa roupas da Kate. Ela muitas vezes tenta seduzir Max. Ele se recusa, pois ele e Tara fizeram um acordo, além de que seria confuso ter sexo com qualquer um dos Alters. T tem um respeito enorme pelo amor de Marshall por Tara, apesar de sempre debochar disto. Na segunda temporada, Alice diz que T. foi para Seattle e virou uma mendiga.

### Shoshana Shoabaum
Shoshana Shoabaum é um novo alter acrescentado na segunda temporada. Teve sua primeira aparição no quarto episódio, depois de Tara ter lido um livro oferecido por seu amigo Ted, de uma verdadeira terapeuta com o mesmo nome. Shoshana tem um estilo descontraído e é o único alter capaz de fazer contato direto com Tara e suas outras personalidades. Ela será um recurso, na esperança de trazer equilíbrio para o sistema.

### Franguinha
Franguinha é o mais novo alter de Tara, tendo sua primeira aparição no penúltimo episódio da segunda temporada. Este alter é nada mais nada menos do que a própria Tara aos cinco anos de idade. Ela aderiu este curioso alter ao descobrir que fora enviada quando criança, junto a Charmaine, ao orfanato de Mimi. Chama-se Franguinha por ter sido este seu apelido nesta idade.